# Sleepy Hollow (Kalifornia)
Sleepy Hollow – jednostka osadnicza w Stanach Zjednoczonych, w stanie Kalifornia, w hrabstwie Marin.